# Purim
Purim (hebrejsky פּוּרִים‎, losy, z akkadského pūru, doslovný význam ve smyslu „kostky“ či „hazardní hra“, v českém ekumenickém překladu jako púrím) je nejveselejší židovský svátek připomínající vysvobození perských Židů z intrik zlého vezíra Hamana, který je chtěl bezpodmínečně a absolutně vyhubit, jak je zaznamenáno v knize Ester. Název svátku připomíná Hamanovo metání losů, kterými chtěl určit nejvhodnější den pro svůj zamýšlený plán. Mezi sváteční zvyky patří veřejné předčítání knihy Ester, vzájemné se obdarovávání dárky (např. jídlem, pitím), obdarování potřebných či přispění na charitu, uspořádání slavnostní hostiny, popíjení alkoholických nápojů a pořádání purimových karnevalů v maskách a kostýmech.
Purim je slaven každoročně 14. dne hebrejského měsíce adaru; v přestupném roce až 14. dne druhého adaru. Ve městech, jež měla hradby v časech Jozuových včetně Jeruzaléma je Purim slaven 15. adaru, a to jako Šušan Purim. Jako u všech ostatních svátků začíná Purim se západem slunce předcházejícího dne.
Purim patří mezi historické svátky, nemá stejnou svatost jako poutní svátky nebo vysoké svátky, které jsou předepsány přímo Tórou. Během svátku Purim neplatí omezení týkající se práce, jež platí o ostatních svátcích.

## Biblický příběh
Příběh popisující události předcházející vzniku svátku Purim lze nalézt v Tanachu v knize Ester. Vypráví o tom, jak Židovka jménem Ester, která se stala královnou v Perské říši, zachránila svůj lid před záhubou.

### Achašverošova hostina
Perský král Achašveroš (v kralickém překladu Asverus) pořádal velikou oslavu k výročí své vlády, kam sezval spoustu významných lidí té doby. Hodně se hodovalo a pilo a král, značně opilý, poslal pro svou ženu, královnu Vašti, aby za ním přišla nahá, aby všichni viděli, jakou mají krásnou královnu. To ovšem královna odmítla, a tak byla na králův rozkaz zbavena trůnu. Po několika dnech začala králi scházet žena, vyslal proto posly po celé říši, aby mu přivedli novou královnu. Poslové vybrali krásné ženy z celého království, mezi jinými i židovskou sirotu Ester, jež byla Mordechajovou sestřenicí. Král jí byl tak unesen, že se ji rozhodl povýšit na královnu. Na Mordechajovu radu však Ester králi neprozradila svůj původ ani vztah k Mordechajovi.

### Hamanův plán na záhubu Židů
Jednou Mordechaj náhodou vyslechl rozhovor dvou královských dvoranů, Bigtana a Tereše, kteří chtěli krále zabít. Vzkázal to proto Ester, která krále varovala. Posléze mu prozradila, že jí to řekl Mordechaj. Po čase se stal královým prvním ministrem Haman, který pocházel z rodu Amálekova, jenž byl starým nepřítelem Izraele. Nenáviděl Mordechaje, který se mu odmítal klanět a vzývat jej jako boha, jak činili ostatní. Haman tedy začal Židy u krále hanit a po čase ho přemluvil k tomu, že tuto nepoddajnou skupinu zlikviduje. Achašveroš k tomu nakonec dal souhlas (nevěděl, že jeho žena je Židovka). Haman chtěl zjistit nejvhodnější datum k vyvraždění Židů, proto se rozhodl metat los – pur – a pomocí byl něj určil pro útok datum 13. adar. Mordechaj se to dozvěděl a vydal se varovat Ester, že Židům hrozí záhuba. Oděl se do tedy žíněného roucha, na hlavu si vysypal popel a vydal se do královského zámku. Prostřednictvím sluhy královně vyložil, co se dozvěděl. Ester Mordechajovi vzkázala, aby svolal všechny Židy žijící v Šúšanu a aby se za ni tři dny postili. Ona sama se také se svými služebnými postila. Po třetím dnu se v královském rouchu vydala za králem. Podle midraše se tehdy stal zázrak, neboť král Ester přijal, ačkoli předtím vydal rozkaz, že pod hrozbou trestu smrti nechce být rušen. Achašveroš se jí však zeptal, co by si přála. Ester odvětila, že hostinu, jíž by se zúčastnili král, ona a Haman.

### Esteřina hostina

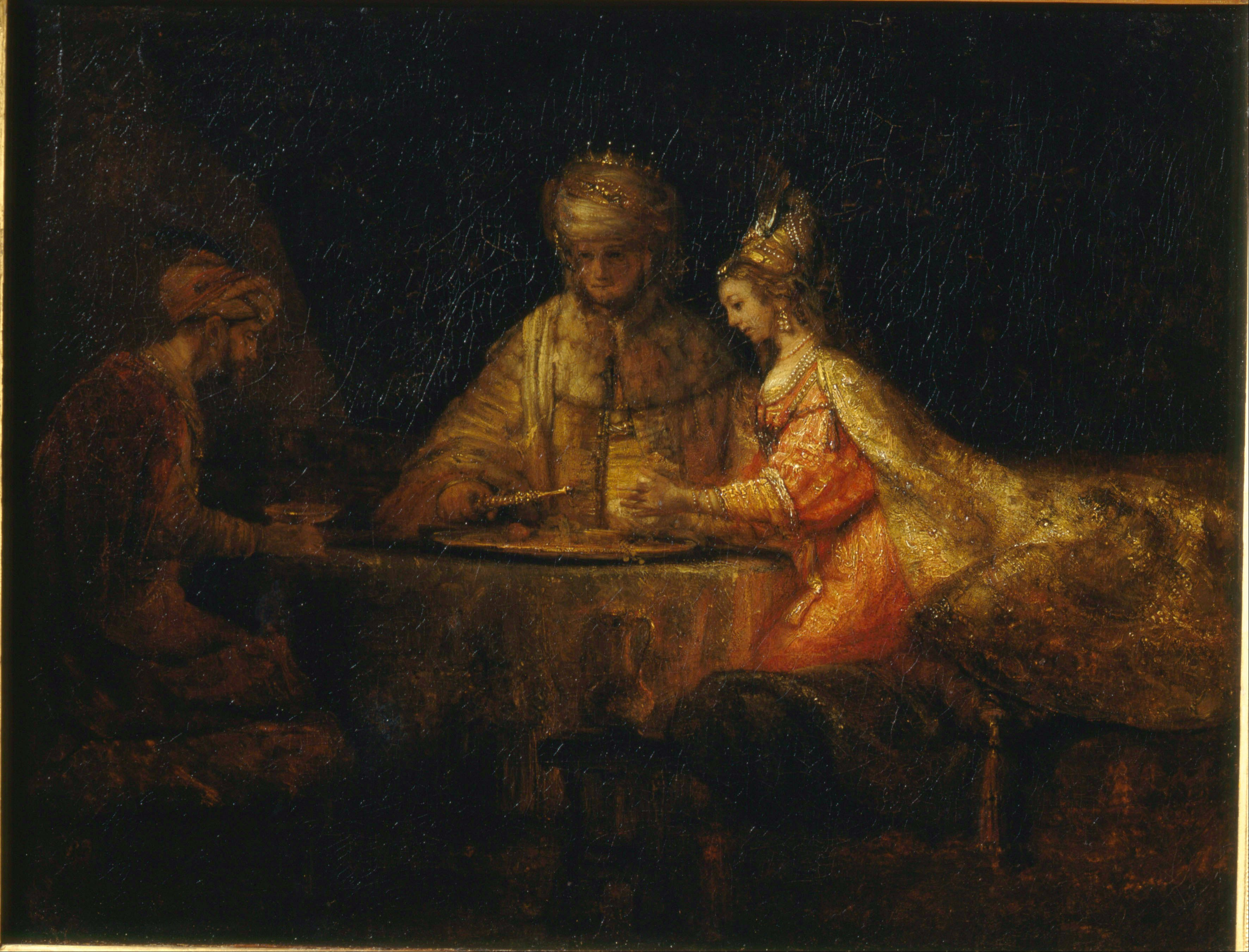
Achašveroš, Haman a Ester. Rembrandt van Rijn, 1660.

Na večeři se hodovalo a král se Ester opět zeptal, co by ráda. Na to odpověděla, že ještě jednu takovou večeři ve stejném složení. Haman stále nemohl zapomenout na Mordechajovu troufalost a jeho žena Zereš mu pak navrhla, ať postaví kůl, na kterém by Mordechaje pověsili. Toho večera král nemohl spát. Četl si proto v knize letopisů památných událostí a pozastavil se u dvou dvořanů, kteří se pokusili vztáhnout ruku na krále. Služebných se posléze optal, jak se odvděčili Mordechajovi, a oni odpověděli, že nijak. V tom přišel Haman, který původně chtěl po králi, aby nechal Mordechaje zabít. Král se ho namísto toho zeptal, co by udělal člověku, kterého si král nanejvýš váží a ctí ho. Haman, domnívaje se, že král mluví o něm, odvětil, že takového člověka by oblékl do královského roucha a posadil na královského koně. Roucho a koně by odevzdal do rukou velmožů, kteří by onoho muže oblékli a provedli po městském prostranství. Nato král Hamanovi přikázal, aby tedy tyto pocty prokázal Mordechajovi. Haman tedy začal Mordechaje nenávidět ještě víc.
Při druhé hostině se Ester přimluvila za svůj lid. Požádala krále, aby byl jí a jejímu lidu, který má být povražděn a vyhuben, věnován život. Král se otázal, kdo že je ten ničema, který chce něco takového provést? Na to Ester odpověděla, že tím člověkem je Haman. Rozhořčený král vyšel do palácových zahrad. Haman se pokusil královnu odprosit a padl při tom na pohovku, na níž seděla. V tu chvíli se král vrátil, a když to uviděl, nechal Hamana pověsit na kůl, který měl Haman připravený pro Mordechaje.

### Záchrana Židů a ustanovení svátku Purim
Toho dne daroval král Židům možnost obrany proti pogromu. Mordechaj napsal jeho jménem list všem místodržícím a správcům zemí. Tímto výnosem uděloval král všem Židům právo, aby se shromáždili a postavili se na obranu svých životů. Opis tohoto výnosu byl vydán jako zákon platný ve všech zemích a krajinách, jimž byl Achašveroš vládl. Všem národům se v něm nařizovalo, aby byli přichystáni vykonat pomstu nad nepřáteli Židů. Třináctého dne měsíce adaru se Židé zmocnili těch, kdo je nenáviděli. Shromáždili se ve svých městech a všech zemích, jež král Achašveroš ovládal, a pobili všechny, kteří je chtěli vyhubit.
Mordechaj pak tyto události sepsal a poslal dopisy všem Židům ve všech krajinách ovládaných králem Achašverošem. Uložil jim, aby každým rokem slavili čtrnáctého a patnáctého dne měsíce adaru památku na dny, v nichž si Židé ulevili od svých nepřátel, a na měsíc, který jim přinesl zvrat, místo starosti radost, aby tento čas slavili jako dny radostného hodování a aby posílal jeden druhému dárky a chudým dary.

### Historické zařazení
Biblické vyprávění je situováno do doby vlády krále Achašveroše, který je nejčastěji identifikován s Xerxem I. (486–465 př. o. l.); některé zdroje uvádějí (v souladu s textem Septuaginty) Artaxerxe III. (359–338), případně považují celý příběh za literární fikci či legendu.

## Povinnosti a zvyky

### Čtyři povinnosti
Sanhedrin (nejvyšší rabínský soud) stanovil následující čtyři povinnosti ke 14. dni měsíce adar. V hebrejštině tato přikázání začínají písmenem mem (מ):
1. Mikra megila (čtení megily) – dvakrát během svátku (poprvé po setmění či v nočních hodinách, podruhé po rozednění v průběhu dne, než se začne stmívat) slyšet čtení megily (knihy Ester) – tato povinnost platí pro muže i ženy.
2. Mište Purim (purimová hostina) – po rozednění 14. adaru by měla být během dne uspořádána velká hostina, na níž má být podáváno víno nebo jiný alkoholický nápoj, s nímž se pojí celý purimový příběh[9], a také maso.
3. Mišloach manot iš le-re’ehu (posílání dárků jeden druhému) – každý alespoň jednomu příteli (žena ženě, muž muži) pošle dvě porce něčeho k snědku či pití (upravená porce masa či ryby, kousek moučníku, sladkost, láhev či krabička vína nebo jiného nápoje).
4. Matanot le-evjonim (dary chudým) – nejméně po jednom daru alespoň dvěma chudým (jídlo, pití, ošacení atd.).

#### Čtení Megily

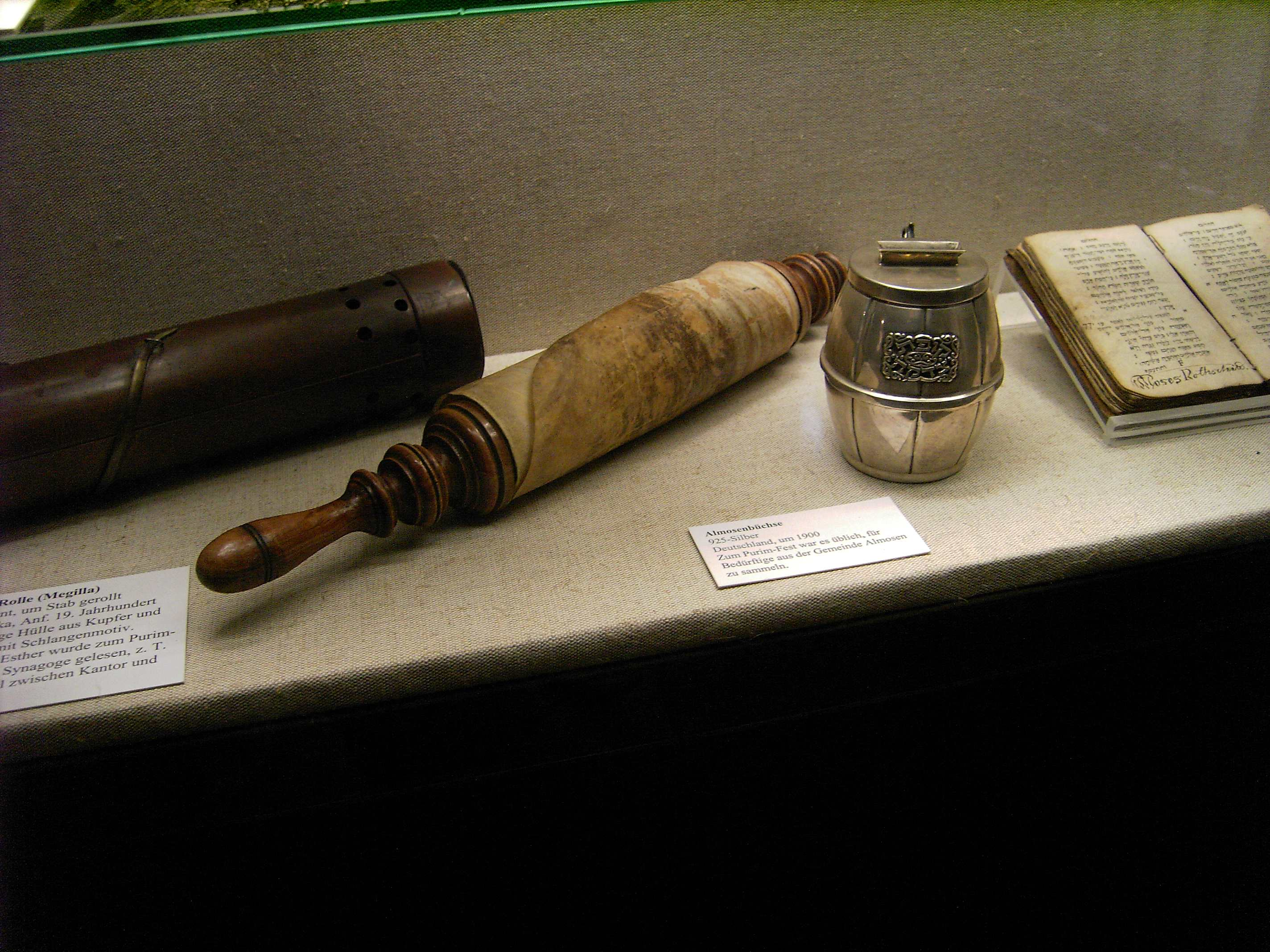
Svitek megily

Během tohoto svátku je povinností číst knihu Ester z pergamenového svitku (megila), a to formou, jako se četl igeret – dopis (svitek není zcela rozevřen, jako je tomu v případě Sefer Tora, ale přeložen, jak tomu bývalo zvykem u dopisů), a to večer a ráno 14. adaru (v případě Šušan Purim pak 15. adaru). Megila je na rozdíl od ostatních hebrejských biblických knih bohatě ilustrovaná. Megila se čte na Purim dvakrát: večer během modlitby ma'ariv a ráno během modlitby šacharit. Ilustrované megily (a další příklady hmotné kultury spojené s Purimem), které pocházejí z Českých zemí, si lze prohlédnout v expozici Židovského muzea v Praze v Klausové synagoze.
Čtení megily nepodléhá tak přísným pravidlům, jako čtení z Tóry. Je možné se u čtení střídat a v některých (především neortodoxních) synagogách jsou ke čtení připouštěny i ženy nebo větší děti.[zdroj?]

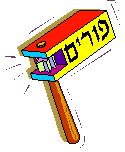
Ra'ašan – řehtačka vyráběná ze dřeva se používá, když je během čtení Megily zmíněno Hamanovo jméno.

Je zvykem, že kdykoli je přečteno Hamanovo jméno, bývá přehlušeno dupotem dospělých či křikem dětí a rachotem jejich klapaček nebo řehtaček (hebrejsky, sg. ra'ašan; v jidiš). Důvodem tohoto zvyku je „vymazat památku Amálekovu“, jehož byl Haman potomkem. Podle halachy je ranní čtení důležitější a má větší hodnotu než čtení večerní.[zdroj?] Po skončení čtení následuje zpěv písně Šošanat Ja'akov (Lilie Jákobova) a poté všeobecné veselí a karneval.

##### Další změny v liturgii
Kromě čtení megily je další liturgickou změnu přidání odstavce al ha-nisim („Za zázraky…“) do Amidy v požehnání Hoda’a (Díkůvzdání). Tentýž odstavec se přidává i do požehnání po jídle.

#### Purimová hostina
Během Purimu se stejně jako během jiných svátků schází u svátečního stolu celá komunita. Je doporučováno dobré jídlo a pití. Z jídla většinou vegetariánská a mléčná jídla a rybí pokrmy na různý způsob. Z nápojů pak víno. V evropských zemích (a také v České republice) jsou oblíbené štrúdl a slivovice nebo vodka.[zdroj?]

#### Mišloach manot

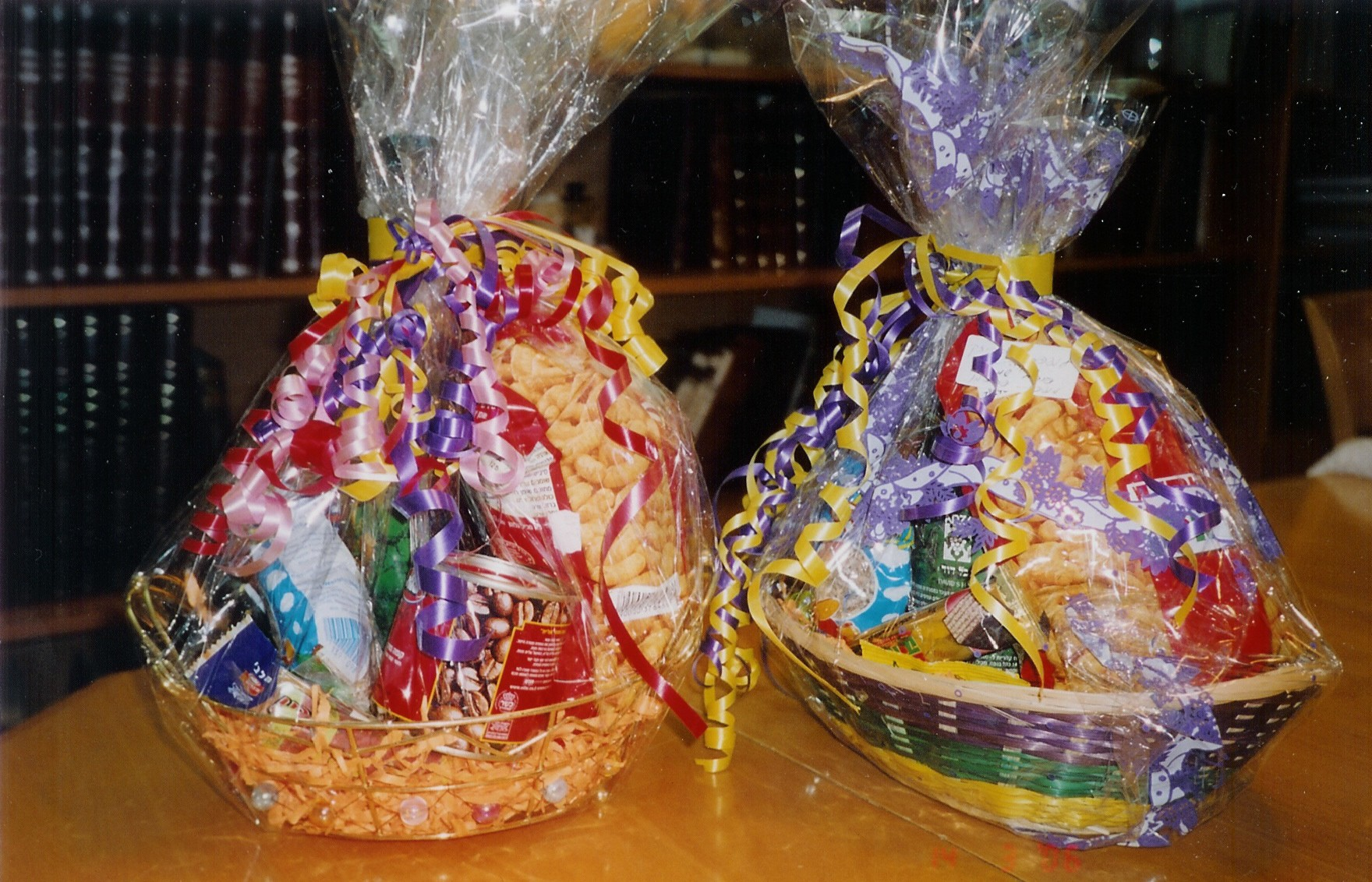
Dva dárkové koše sloužící jako mišloach manot.

Během Purimu je povinností poslat alespoň dvě porce jídla jednomu člověku (je samozřejmě možné poslat porcí vícero). Porcí jídla se rozumí jak potravina, tak nápoj, které je možné ihned zkonzumovat.

#### Matanot le-evjonim
Nedílnou součástí oslav svátku Purim je povinnost obdarovat chudé a potřebné (matanot le-evjonim). Člověk by měl dát dva dary alespoň dvěma chudým, aby také mohli mít v tento slavný den radost.

#### Opít se
Podle talmudických učenců je micvou opít se tak, že dotyčný nerozezná mezi požehnaným Mordechajem (baruch Mordechaj) a prokletým Hamanem (arur Haman) (výraz ארור המן‎ a ברוך מרדכי‎ mají stejnou numerickou hodnotu: 502). Každý by tak měl vypít více vína než obvykle. Tento zvyk se nazývá עד דלא ידע‎, ad de-lo jada (až nebude vědět). Talmud ale vyzývá k opatrnosti:
| „                   | Rabi řekl: „Člověk je povinen se o Purim zpít vínem, že není s to rozeznat mezi ‚prokletým Hamanem‘ a ‚požehnaným Mordechajem‘“. Raba a rabi Zejra se jednou na Purim sešli k hostině. Opili se a Raba vstal a podřízl rabimu Zejrovi hrdlo. Nazítří prosil Boha o smilování a oživil jej. Příští rok mu řekl: „Poctíš mě svou návštěvou? Budeme společně slavit Purim?“ Ten mu odvětil: „Ne pokaždé se stane zázrak.“ | “ |
| — Talmud, Megila 7b | |   |

### Zvyky

#### Karneval

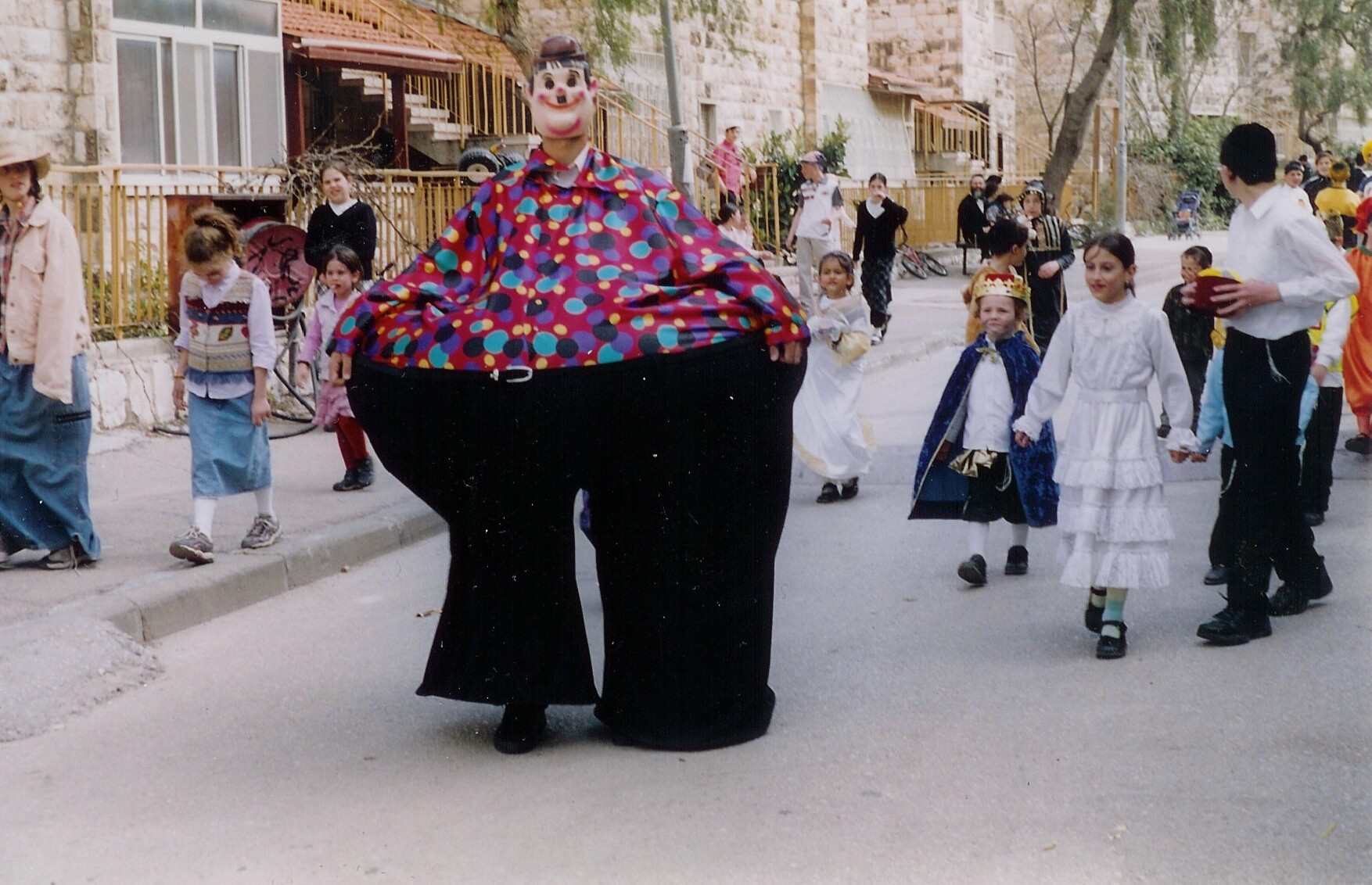
Typická scéna při Purimu v Jeruzalémě

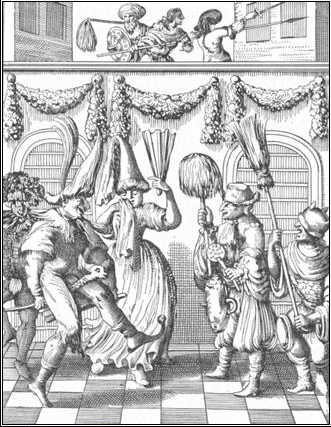
Prostopášníci při Purimu v kostýmech, na malbě z roku 1657

Jedním z nejzábavnějších purimových zvyků je odedávna oblékání masek a kostýmů, které i dnes patří k nejpopulárnějším projevům lidového judaismu. Zvláště děti si užívají převlékání se za protagonisty z knihy Ester, včetně královny Ester a Mordechaje nebo dalších biblických postav, jako je např. král David a kohen gadol (velekněz), nebo do moderních převleků za indiány, policisty apod.
Kostýmy a masky zakrývají identitu toho, kdo je nosí. Skrývání hrálo v knize Ester důležitou roli, např. když Ester skryla před králem svůj původ nebo když Mordechaj skryl znalost všech světových jazyků, což umožnilo, že se Bigtan a Tereš (dva dvořané, kteří chtěli zabít krále) v jeho přítomnosti otevřeně bavili o svém záměru.
Jediný, kdo je skutečně skryt za všemi příběhy Megily je Bůh. Židovští učenci zmiňují jeho roli jako הסתר פנים‎ (hester panim, nebo „zakrytí tváře“, což je také narážka na hebrejské jméno knihy Ester, megilat Ester – doslova „svitek Ester“, což ale může zároveň znamenat „odhalení [toho] skrytého“). Přestože Židé věří, že se vše nakonec obrátilo v dobré díky božímu zásahu (díky řadě zázraků), kniha Ester neobsahuje žádnou zmínku Božího jména. Na památku toho, jak zůstal Bůh v průběhu celého zázraku Purimu skryt, se Židé během Purimu převlékají a mnoho z nich zakrývá svou tvář.
Zvyk maškarády byl poprvé zaveden italskými Židy na sklonku 15. století pod vlivem římských karnevalů. Tento zvyk se rozšířil do všech zemí, kde Židé žili, snad až na Orient. První židovský autor, který se o tomto zvyku zmiňuje, je Jehuda Minz (zemřel 1508 v Benátkách v jeho díle Responsa č. 17, jehož cituje Moše Isserles v Orach chajim 696:8. Vyjádřil zde názor, že vzhledem k tomu, že účelem maškarád je pouze veselí, nemělo by být považováno za porušení biblických zákonů týkajících se oblečení. Přesto byly některé autority proti těmto kostýmům.[zdroj?] Lidé na to ale nedbali a převažoval shovívavý postoj. Zvyk je stále dodržován mezi věřícími Židy všech sekt a mezi věřícími i nevěřícími Izraelci.
V Izraeli jsou slavnostní purimové pochody, při nichž muži, ženy, chlapci a dívky slaví tento svátek veřejně v kostýmech a maskách.

#### Písně
Mezi tradiční purimové písně patří Mi še-nichnas adar marbim be-simcha („Od začátku měsíce adaru radost roste“, La-Jehudim hajta ora ve-simcha ve-sason vi-kar („Židům bylo světlo a radost, veselí a pocta“) a Chajav iniš li-vesumej („Je povinnost pít“). Pijut Šošanat Ja'akov (Lilie Jákobova), čtený na závěr čtení Megily, je často zpíván v různých populárních melodiích a stal se součástí většiny sidurů. Populární je i dětská purimová píseň Chag Purim.

#### Purim špil
Purim špil (z jidiš: „Purimová hra“) označuje veselé divadelní představení, které se hraje na Purim. Bývá zvykem, že se tematika týká humorného zpracování biblického příběhu, není to však nutným pravidlem. Cílem je podpořit zábavu a sváteční veselí.

### Tradiční jídla

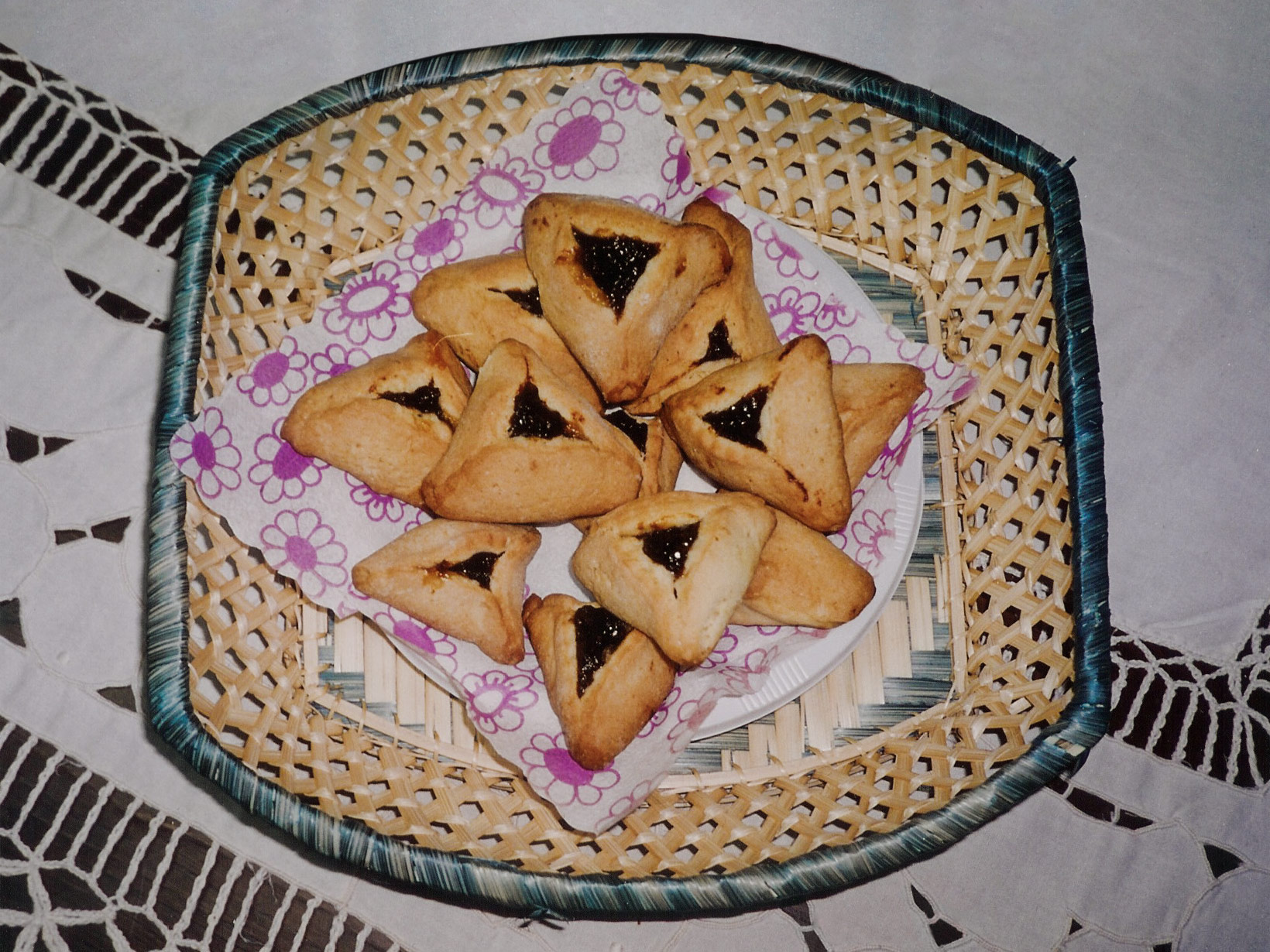
Hamanovy uši

O Purimu je podáváno mnoho symbolických pokrmů, které se vztahují k Ester a Hamanovi. V aškenázských komunitách se tradičně podává hamantašen (v jidiš: „Hamanovy kapsy“; v moderní hebrejštině: Oznej Haman, „Hamanovy uši“), což je trojúhelníkové pečivo se sladkou náplní. Jako náplně se obvykle používá švestkových povidel nebo máku, dále pak datlí, meruněk nebo čokolády. Těsto na hamantašen se vyválí, vykrojí se z něj kolečka, která se naplní sladkou náplní a okraje se přehnou, aby byl kousek náplně vidět. Tvar sušenek může buď představovat třírohé klobouky, které se nosily za Hamanových dob v babylonském exilu, nebo údajný tvar jeho uší. V sefardských komunitách se tyto Hamanovy uši připravovaly buď pečené, nebo smažené a před jídlem se namáčely v sirupu. Podávají se také sušenky s mákem, makové koláče a mezi purimové speciality patří trojúhelníkový kreplach plněný tvarohem.
Hlavní jídlo během Purimu bývá vegetariánské a mléčné. Ester, která žila v královském paláci a nechtěla prozradit, že je Židovka, nejedla vzhledem ke stravovacím předpisům maso a živila se pouze vegetariánsky. Během hlavního chodu se tak podávají jídla z fazolí, hrachu, cizrny. V severní Africe pak berkokš (hrubý kuskus) s boby a máslem přelitý mlékem nebo také nejrůznější obilné kaše s rozinkami, cukrem a skořicí.
Jediným masitým pokrmem během Purimu může být ryba, která se podávala jako symbol plodnosti s šafránem. Mezi další sladkosti pak patřil například koláč prosáklý koňakem či kompoty polévané likérem.

## Půst Ester
Půst Ester (hebrejsky תענית אסתר‎, Ta'anit Ester) je připomínkou třídenního půstu, který Židům nařídila královna Ester předtím, než šla ke králi Achašverošovi prosit za záchranu svého lidu. Půst je připomínán 13. adaru, v předvečer Purimu. Jedná se o menší půst, tzn. že platí od úsvitu do soumraku.

## Purim katan
Pokud je přestupný rok (tzn. že má třináctý měsíc, druhý adar), slaví se Purim až ve druhém měsíci adaru (karaité jej naopak slaví v prvním adaru). 14. a 15. den prvního měsíce adar se v takovém roce označuje jako Purim katan (hebrejsky „malý Purim“), a v řadě obcí je tak připomínán. Halachické předpisy pro Purim katan se týkají litugie a jsou popsány v Šulchan aruchu v posledním paragrafu oddílu Orach chajim (par. 697).

## Šušan Purim
Šušan Purim (hebrejsky שׁושׁן פורים‎) je oslava svátku Purim 15. adaru. Pojmenován je po hlavním perském městě Susách či Šušanu, kde boje za svobodu a přežití trvaly déle. Jelikož bylo město Šušan opevněno hradbami, slaví se podle tradice ve všech městech, které měly hradby v časech Jozuových – což se dnes prakticky týká pouze Jeruzaléma a Jericha – Purim o den později.

## Seznam dat
Oslavy svátku Purim připadají gregoriánského kalendáře na:
- rok 5781 – rok 2021
  - Půst Ester (Ta'anit Ester) – soumrak 24. února
  - Purim – soumrak 25. února
  - Šušan Purim – soumrak 26. února
- rok 5782 – rok 2022
  - Půst Ester (Ta'anit Ester) – soumrak 15. března
  - Purim – soumrak 16. března
  - Šušan Purim – soumrak 17. března
- rok 5783 – rok 2023
  - Půst Ester (Ta'anit Ester) – soumrak 5. března
  - Purim – soumrak 6. března
  - Šušan Purim – soumrak 7. března